# Thích Nhất Hạnh

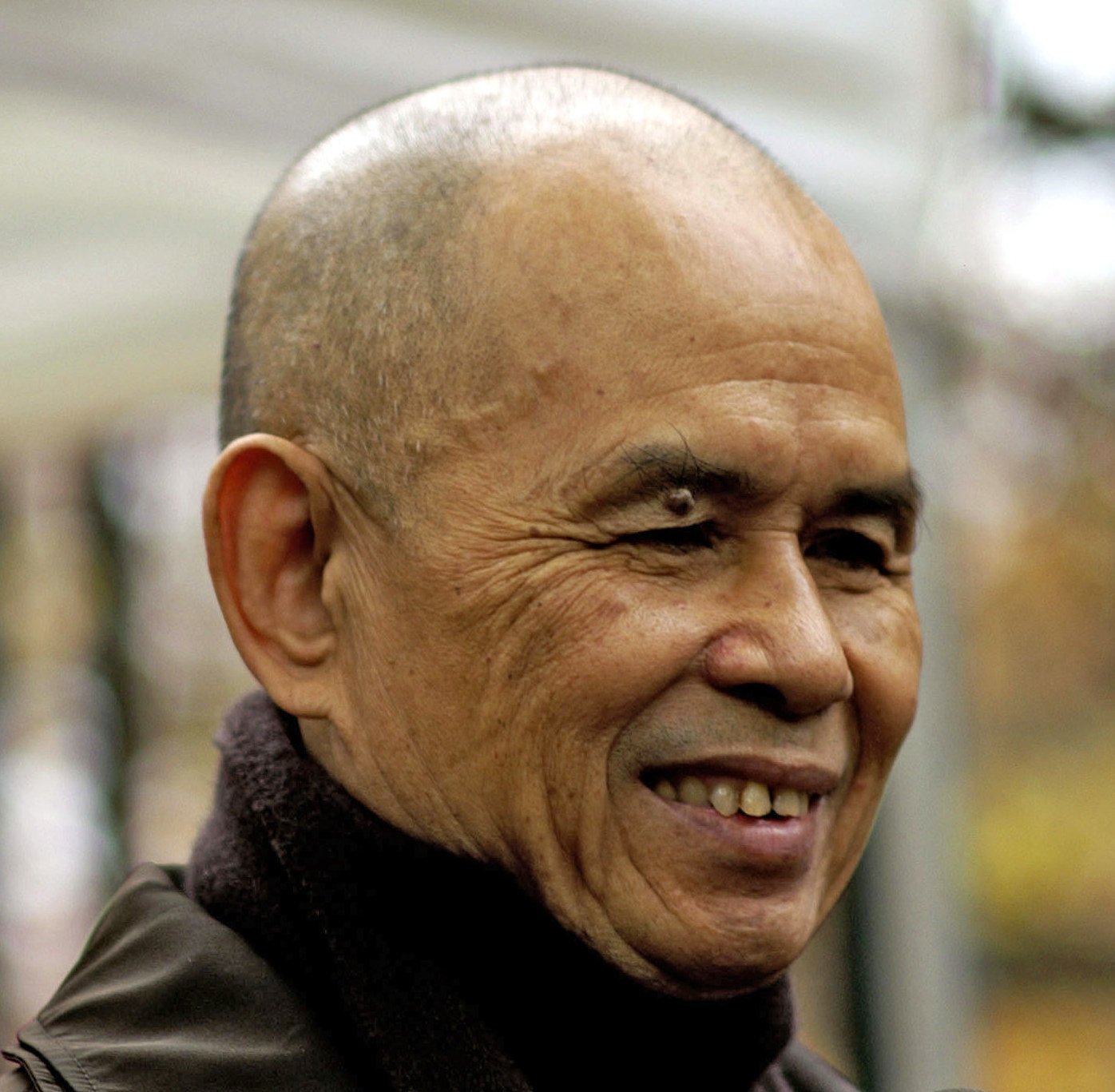
Thích Nhất Hạnh in Paris, 2006

Thích Nhất Hạnh (Aussprache [tʰik ɲɜt hɐʲŋ], im internationalen Schrifttum auch Thich Nhat Hanh, geb. 11. Oktober 1926 als Nguyễn Xuân Bảo in Thừa Thiên, Region Annam, Französisch-Indochina; gest. 22. Januar 2022 in Huế, Vietnam) war ein vietnamesischer buddhistischer Mönch, Schriftsteller, Lyriker und Begründer der Plum-Village-Tradition. Thích ist ein Titel vietnamesischer Mönche. 
Neben dem Dalai Lama war Thích Nhất Hạnh ein zeitgenössischer Repräsentant der buddhistischen Lehre und ist auch als „Vater der Achtsamkeit“ bekannt. Schon seit seiner Jugend war er dezidierter Vertreter eines „engagierten Buddhismus“, so war er u. a. einer der Schirmherren des Internationalen Netzwerks Engagierter Buddhisten (INEB). Retreats und Vorträge führten ihn rund um die Welt. Er veröffentlichte zahlreiche Bücher, die sich an ein Laienpublikum in Europa und Amerika wenden und in viele Sprachen übersetzt wurden.

## Leben

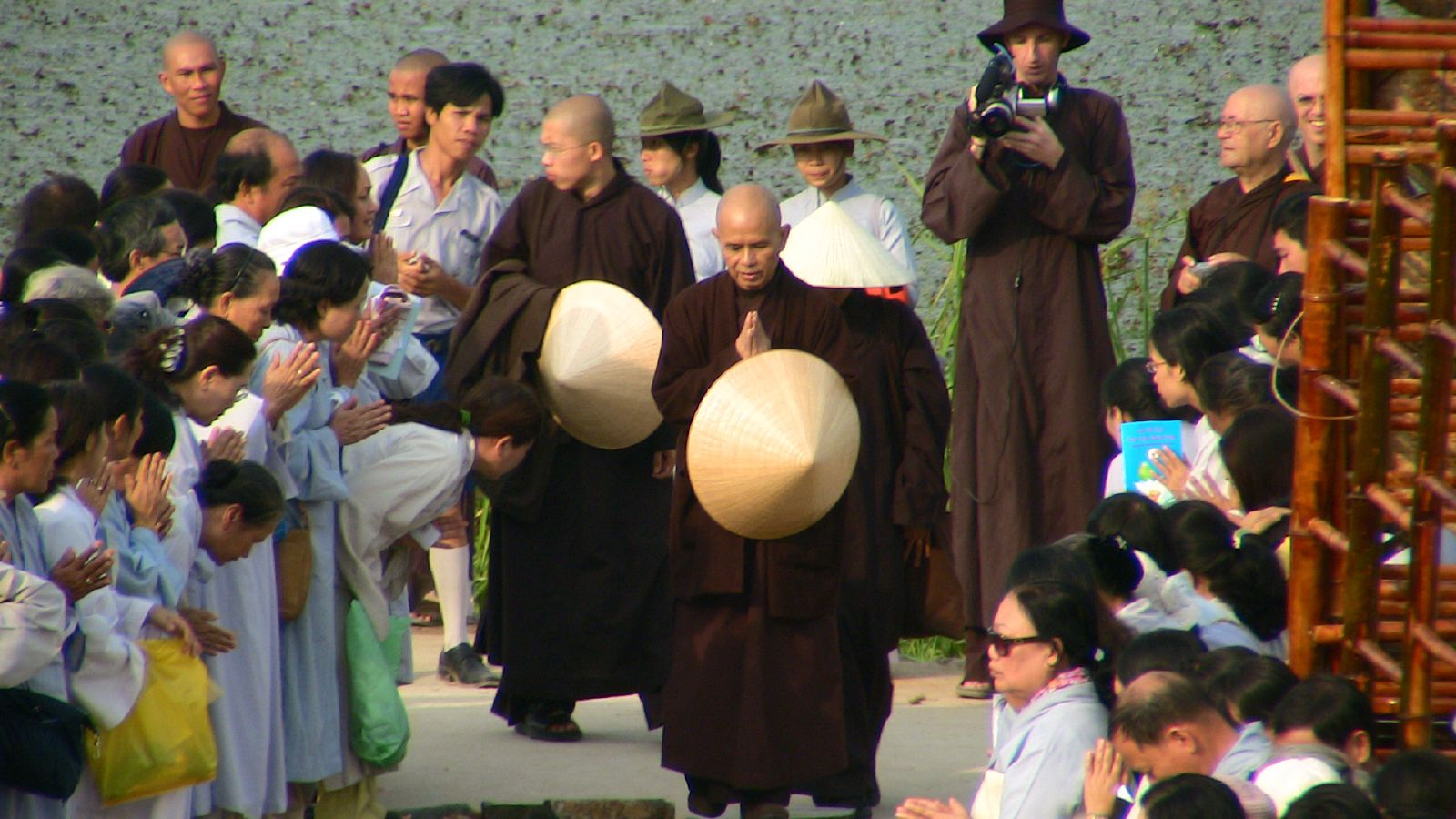
Thích Nhất Hạnh in Vietnam, 2007

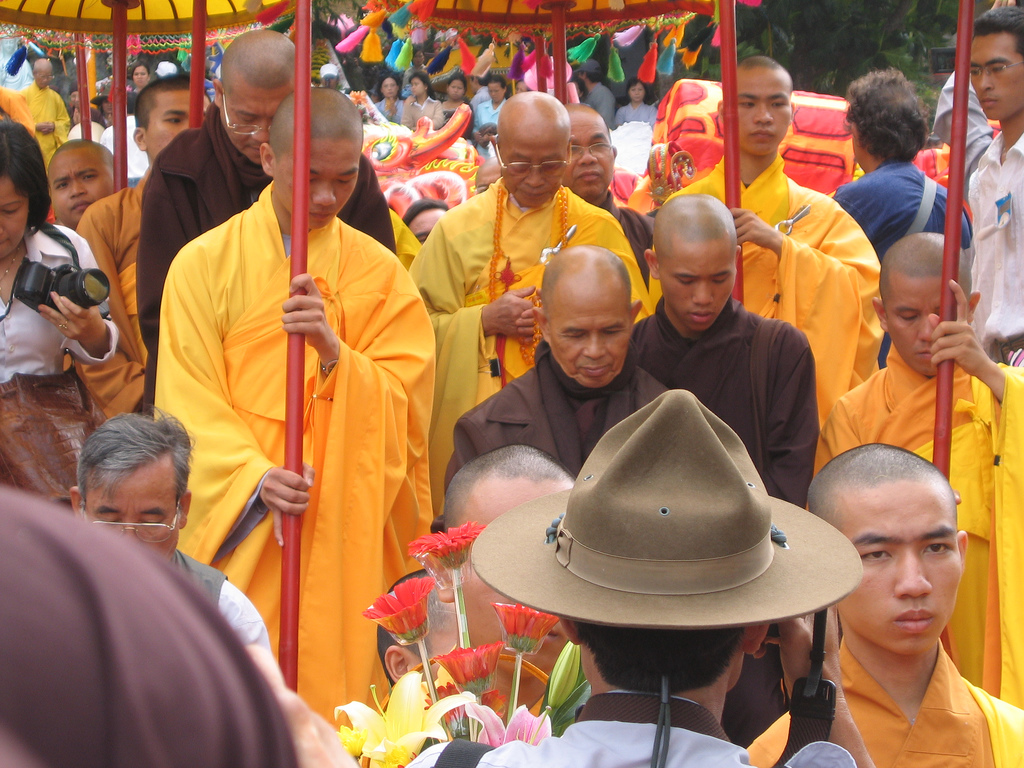
Thích Nhất Hạnh in Vietnam, 2007

Thích Nhất Hạnh wurde mit sechzehn Jahren im Từ Hiếu-Tempel in Huế zum Mönch ordiniert. Schon früh interessierte er sich neben den Texten der Mahayana-Tradition auch für Schriften anderer Schulen, insbesondere für die des Theravada. Auch europäische Philosophen und Religionstheoretiker fesselten ihn.
1949 war er einer der Gründer des An Quang Buddhist Institute in Saigon, wo er die erste Klasse von Novizen unterrichtete. Dort hatte er auch Kontakt mit französischen Soldaten.
Seine ersten Artikel zum engagierten Buddhismus veröffentlichte er 1954 in einer vietnamesischen Tageszeitung. Sie erschienen unter dem Titel A Fresh Look at Buddhism als Serie von zehn Artikeln. Kurz darauf veröffentlichte er eine weitere Serie von zehn Artikeln unter dem Titel Buddhism Today (Buddhismus Heute), die ins Französische übersetzt wurden (französisch: Aujourd’hui le Bouddhisme).
1956 errichtete er mit Freunden im Dai-Lao-Wald im Ort Bsu Danlu das Phuong Boi-Kloster (englisch Fragrant Palm Leaves Monastery), wo er für einige Jahre lebte.
1961 erhielt er ein Forschungsstipendium für vergleichende Religionswissenschaften an der Princeton University.
1963 bis 1964 hielt er Vorlesungen an der Columbia University.
Nach dem Machtwechsel in Vietnam 1963 kehrte er auf die Bitte seiner Kollegen hin Anfang 1964 nach Vietnam zurück, um dort zu helfen. Er gründete die Van Hanh University und publizierte unter dem Titel Dao Phat di vao cuoc doi (deutsch: engagierter Buddhismus) eine Sammlung seiner bisher erschienenen Artikel zu dem Thema. Sechs Monate später veröffentlichte er ein weiteres Buch, Dao Phat hien dai hoa (deutsch: erneuerter Buddhismus).
Er war Mitbegründer der „Vereinigten Buddhistischen Kirche von Vietnam“ (1963), die sich der Theravada- (frühbuddhistische, südliche Schule) und Mahayana-Tradition (spätere, nördliche Schulrichtung) gleichermaßen verpflichtet fühlt. Unter der Schirmherrschaft der „Vereinigten Buddhistischen Kirche von Vietnam“ wurde 1965 die „Schule der Jugend für Soziale Dienste“ (SYSS) gegründet, die aus Mönchen und Laienpraktizierenden bestand, die den Dörfern auf dem Land beim Aufbau von Schulen und Krankenhäusern halfen. Während des Vietnamkrieges half die SYSS beim Wiederaufbau der bombardierten Ortschaften, wodurch die Hilfsorganisation immer wieder zwischen die Fronten geriet und zahlreiche ihrer Mitglieder ums Leben kamen.
Im Jahr 1964 gründete Thích Nhất Hạnh den „Tiep-Hien-Orden“, (englisch Order of Interbeing ‚Intersein-Orden‘) als „spirituelle Widerstandsbewegung“. Der Orden gründet sich vollständig auf den Lehren des Buddha. Die Ordensmitglieder engagieren sich in der praktischen Umsetzung der buddhistischen Lehre in konkreten Sozial- und Friedensprojekten.
Am 1. Juni 1965 schrieb Thích Nhất Hạnh einen offenen Brief an Martin Luther King, in dem er die Situation in Vietnam schilderte und King aufforderte, sich zum Vietnamkrieg zu äußern. Im Jahr 1966 fand ein Treffen zwischen Thich Nhat Hanh und Martin Luther King statt. Anfang 1967 schlug Martin Luther King Thích Nhất Hạnh für den Friedensnobelpreis vor und nahm öffentlich Stellung gegen den Vietnamkrieg.
Bei einer Audienz bei Papst Paul VI. im Juli 1966 bat Thích Nhất Hạnh in seiner Funktion als Mitarbeiter der buddhistischen Führer Thich Tri Quang und Thich Tam Chau diesen ebenfalls eindringlich, sich für den Frieden in Vietnam einzusetzen. Diese Bitte gab den Ausschlag, dass der Papst einen Botschafter nach Vietnam entsandte.
1969 war Thích Nhất Hạnh Mitglied der buddhistischen Delegation bei den Friedensverhandlungen für Vietnam in Paris. Dort gründete er im selben Jahr die Vereinigte Buddhistische Kirche.
Aufgrund seiner Friedensaktivitäten wurde er von der südvietnamesischen Regierung zur persona non grata erklärt und musste im Exil bleiben. Da er in Vietnam nicht mehr unter seinem Namen veröffentlichen konnte, erschien sein folgendes Buch Buddhism of Tomorrow unter dem Pseudonym Bsu Danlu (in Anlehnung an den Ort seines o. g. Klosters). In der Folge veröffentlichte er in Vietnam mehrere Bücher unter verschiedenen Namen, unter anderem ein umfangreiches dreibändiges Werk zur Geschichte des vietnamesischen Buddhismus unter dem Pseudonym Nguyen Lang.
Nach einigen Jahren in Paris gründete er 1971 mit Weggefährten die Landkommune „Les Patates douces“ (deutsch Die Süßkartoffeln) bei der Ortschaft Fontvannes, 150 km südöstlich von Paris, und schuf 1982 schließlich östlich von Bordeaux das Praxiszentrum „Plum Village“ (französisch Village des Pruniers). Jedes Jahr finden dort Retreats statt, die von tausenden von Menschen aus der ganzen Welt besucht werden. 2017 erzählte Benedict Cumberbatch in dem Dokumentarfilm Walk with me über die Gemeinschaft aus den frühen Tagebüchern Hạnhs.
Die Weiterführung des sozialen Engagements für Vietnam war Thích Nhất Hạnh und seinen Wegbegleitern in Frankreich stets ein zentrales Anliegen. Hierzu zählt neben Projekten für die medizinische Versorgung auch die Unterstützung der Boat People (Vietnamflüchtlinge). In Plum Village verfasste Thích Nhất Hạnh – insbesondere in den 1990er Jahren – eine Vielzahl von Büchern, die sich im Wesentlichen an ein westliches Publikum wenden und die praktische Umsetzung der buddhistischen Lehre im Alltag zum Thema haben.
Im Januar 2005 kehrte er erstmals nach 39 Jahren Exil wieder für drei Monate in seine Heimat Vietnam zurück, wo er Vorträge und Retreats im ganzen Land abhalten konnte.
2007 initiierte Thích Nhất Hạnh in Waldbröl (Deutschland, Nordrhein-Westfalen) die Gründung des Europäischen Institutes für Angewandten Buddhismus (EIAB). Er erwarb ein großes denkmalgeschütztes Gebäude (jetzt: Ashoka-Institut), in dem vor dem Zweiten Weltkrieg eine „Heil- und Pflegeanstalt“ für psychisch Kranke und geistig Behinderte untergebracht war (gebaut 1894–1897). Diese (etwa 700 Personen) wurden in der Zeit des Nationalsozialismus großteils Opfer des Euthanasie-Programms (Aktion T4). Ab 1939 wurde das Gebäude zum „KdF-Hotel“ umgebaut, später wurde es als städtisches Krankenhaus und von der Bundeswehr genutzt. Zum EIAB gehört zudem die ehemalige Zivildienstschule. Aufgrund von Brandschutzauflagen musste das EIAB nach seiner Gründung 2008 umfangreich renoviert werden. Das EIAB wurde nach längerem Umbau am 22. August 2012 von Thích Nhất Hạnh gemeinsam mit dem Bürgermeister von Waldbröl eingeweiht. Zu diesem Anlass (gleichzeitig 70 Jahre seit der Ordination von Thích Nhất Hạnh als Mönch und 30-jähriges Jubiläum von Plum Village) zeigte das EIAB auch eine Sammlung seiner Kalligraphien. Im Gedenken an die Euthanasie-Opfer von Waldbröl fand im Vorfeld die Aktion „Heilende Herzen“ statt. Zudem wurden aus ungenutzten Säulen der Nationalsozialisten (die dort seitdem lagerten) ein Tor und eine Stupa gefertigt. In einer seiner Kalligraphien schrieb Thích Nhất Hạnh: „Aus dem Schlamm von Diskriminierung und Fanatismus ziehen wir den Lotus der Toleranz und Inklusivität.“ Im EIAB finden regelmäßig Retreats in der Tradition von Plum Village statt. Der Leiter des Institutes ist Thay Phap An (Dr. Thu Pham).
Am 11. November 2014 erlitt Thích Nhất Hạnh im Alter von 88 Jahren während eines Krankenhausaufenthaltes in Bordeaux eine schwere Hirnblutung. Danach zog er sich aus der Öffentlichkeit zurück.
Ab Oktober 2018 lebte Thích Nhất Hạnh im Từ Hiếu-Tempel, in dem er 1942 zum Mönch ordiniert worden war. Dort starb er am 22. Januar 2022.

## Die buddhistische Lehre und besondere Akzente bei Thích Nhất Hạnh
Die buddhistische Schule von Thích Nhất Hạnh kann man mit dem Begriff des Schweizer Dharmalehrers Marcel Geisser als „Sati-Zen“ bezeichnen. Thích Nhất Hạnh hat Elemente des Frühbuddhismus (Theravada) integriert, insbesondere solche der Achtsamkeitspraxis (sati ist der Palibegriff für Achtsamkeit). Diese Grenzen sprengende, große Offenheit gegenüber verschiedensten buddhistischen Traditionen kennzeichnete das Denken von Thích Nhất Hạnh. Vor allem dieser Offenheit – auch westlichem Gedankengut gegenüber – ist es zu verdanken, dass der vietnamesische Mönch eine Darlegung und Praxis der Buddha-Lehre entwickeln konnte, die keine bloße Imitation asiatischer Riten und Traditionen ist, sondern eine auch dem westlichen Menschen angemessene Form spiritueller Praxis eröffnet. 

### Kritik
Orthodoxen buddhistischen Kreisen geht Thích Nhất Hạnhs Lehrauslegung mitunter zu weit – wobei schon der Buddha betonte, dass auch seine eigene Lehre (wie alle Dinge) dem Wandel unterliege und stets in der Darstellungsform der jeweiligen Zuhörerschaft und ihrem spezifischen historisch-sozialen Kontext angepasst werden müsse. Thích Nhất Hạnh aber selbst sagt, in einem Interview auf die Frage hin, warum er denn in seinem Lehrprogramm kaum das Zen erwähne, dass er den originalen Buddhismus mit dem Geist des Mahayana lehre.
Charles Prebish, Professor für Religionswissenschaften, bezweifelte Thích Nhất Hạnhs Autorisierung als Lehrer. Dieser sei kein Zen-Meister in Vietnam gewesen und könne deshalb keine „direkte Übertragung“ an Schüler vollziehen.
Folgende Schwerpunkte kennzeichnen Thích Nhất Hạnhs Denken:

### Vorrang der Praxis
Thích Nhất Hạnh beschreibt philosophische Aspekte des Buddhismus, betont aber, dass letztlich nur eine kontinuierliche meditative Praxis zu wirklicher spiritueller Reife führen wird. Eine unverzichtbare Stütze in der Praxis sei die Sangha.

### Sutras
Ein Sutra ist eine buddhistische Lehrrede. Folgende Texte spielen in der Plum-Village-Schule eine zentrale Rolle:
Diamant-Sutra, Sutra von den 4 Grundlagen der Achtsamkeit, Sutra über die volle Vergegenwärtigung des Atems, Sutra über die Kenntnis vom besseren Weg alleine zu leben, Sutra über den besseren Weg eine Schlange zu fangen, Herzsutra und das Avatamsaka-Sutra.

### Achtsamkeit
Achtsamkeit ist die Kunst, in jedem Moment „geistig präsent“ zu sein und somit „voll und ganz in der Gegenwart“ zu leben. Aufgrund bestimmter Eigenheiten psychischen Reagierens des Menschen ist dazu das stetige aktive Bemühen erforderlich, jeden einzelnen Augenblick des Tages in gleichbleibend hoher Wachheit mit absichtlich aktivierter Aufmerksamkeit bewusst wahrzunehmen. Besonders hohe Achtsamkeit erfordern dabei – wegen ihres mitreißenden Charakters – die eigenen „Gefühle“. Besonders Emotionen „negativer Art“ wie Ärger, Wut, Angst oder Verzweiflung. Gelingt es, gefühlsmäßige Reaktionen aller Art in der Haltung unerschütterlicher Achtsamkeit zu registrieren und zu verfolgen, werden ihre Auswirkungen allein dadurch bereits abgeschwächt. Mit der Zeit können negative Reaktionen somit eine heilsame Transformation erfahren. In seiner methodischen Anwendung der Achtsamkeitsmeditation oder Vipassana führt Achtsamkeit darüber hinaus zum direkten, immer genaueren Erfassen der Essenz der Dinge und damit Einsicht. Einsicht, die nicht durch diskursives Denken vermittelt werden kann, von keinerlei Vorurteilen oder Vorerfahrungen beeinflusst ist, unmittelbar und bewusst ist (und nicht bloß intuitiver, einfallsartiger, nicht nachvollziehbarer plötzlicher Art).

### „Interbeing“
Dieser von Thích Nhất Hạnh geprägte (im Deutschen in der Regel mit Intersein wiedergegebene) Begriff bezieht sich auf die Allverwobenheit sämtlicher Phänomene, das Eingebettetsein aller Dinge in ein unendlich komplexes Netz von Beziehungen. Alles existiert nur im Rahmen solcher Beziehungen, alles unterliegt vielfachen Bedingtheiten (vergleiche Bedingtes Entstehen).

„… Ich bin das zwölfjährige Mädchen, Flüchtling in einem Boot, die sich nach der Vergewaltigung durch einen Seeräuber ins Meer stürzt, und ich bin der Seeräuber, mein Herz noch nicht imstande zu sehen und zu lieben ...“

### Ethik
Zu den Verdiensten von Thích Nhất Hạnh zählt besonders, dass er die buddhistische Ethik auf der Grundlage der Fünf Silas in eine zeitgenössische Sprache übersetzt hat. Seine „fünf Achtsamkeitsübungen“, deren heutige Form einem jahrzehntelangen gedanklichen Reifeprozess entspringt, bieten Menschen der heutigen Zeit eine klare ethische Richtlinie für ihr Handeln und für ein Leben in Verantwortung für den Nächsten.
Auch die „14 Regeln des Intersein Ordens“ (1966) formulieren einen klaren ethischen Rahmen: Sie fordern den Praktizierenden dazu auf, seine eigenen Glaubensgrundsätze kritisch zu hinterfragen und zu erkennen, dass auch buddhistische Lehrmeinungen keine absoluten Wahrheiten sind.
Thích Nhất Hạnhs Auslegung der Buddhalehre ist ganz dem Bodhisattva-Ideal verpflichtet: Die eigene Praxis auf dem Weg der Leidbefreiung steht immer in Bezug zum Dienst am Mitmenschen. Beides ist nicht voneinander zu trennen – vor allem nicht, wenn man sich für den Frieden in der Welt engagieren will: „Peace in oneself – Peace in the world“. Bevor man nicht mit sich selbst Frieden geschlossen hat und den Krieg im eigenen Herzen und Kopf beendet hat, wird man seinen Mitmenschen nicht wirklich eine Hilfe sein können.

### Ökologie
Die Themen Ökologie, globale Erwärmung, und die Auswirkung des menschlichen Konsumverhaltens auf den Planeten Erde thematisierte Thích Nhất Hạnh in verschiedenen Büchern und Interviews. Er betont darin, dass wir akzeptieren müssen, dass die menschliche Zivilisation sich selbst zerstören kann. Diese Tatsache zu erkennen sollte nicht zu Verzweiflung führen, sondern dazu, alles zu tun, um das zu verhindern. Dazu zählt für ihn die Minimierung des materiellen Verbrauchs und Verzicht und Genügsamkeit, nicht Wachstum und Investition … Konkret spricht er sich u. a. für vegane Ernährung, erneuerbare Energien, Recycling, und generell einen möglichst sparsamen Konsum (auch z. B. weitgehenden Verzicht auf Autofahren und Fernreisen) aus.

## Praxisformen bei Thích Nhất Hạnh
Buddhistische Schulrichtungen unterscheiden sich neben der Akzentuierung bestimmter Lehrinhalte vor allem in der Gestaltung der spirituellen Praxis. Folgende Meditationen und Übungen werden nach den Lehren von Thích Nhất Hạnh gepflegt:

### Sitzmeditation
Die Sitzmeditation ist wichtiger Bestandteil der sogenannten „formellen“ Praxis, nimmt jedoch aufgrund der Pflege einer Vielzahl weiterer meditativer Übungen einen geringeren zeitlichen Umfang ein als im klassischen Zen (zazen) oder beim Vipassana.

### Gehmeditation
Eine Meditationsform, die vor dem Hintergrund des kinhin im Zen entwickelt wurde und bei der die gesamte Aufmerksamkeit auf den Vorgang des Gehens (sowohl im zendo, dem Meditationsraum, als auch im Freien) gelenkt wird.

### Geführte Meditation
Die von einem Mitglied der Gemeinschaft „geführten“ (gesprochenen) Meditationen sind – ähnlich der Kontemplation – meist einem Thema gewidmet, auf das der Geist im steten Rhythmus der Ein- und Ausatmung ausgerichtet wird. Bsp.: „Einatmend weiß ich, dass ich einatme – ausatmend weiß ich, dass ich ausatme“. Themen sind z. B.: Beruhigung der mentalen Aktivität, Körperbewusstsein, Körperentspannung, Einbettung in die Natur und menschliche Gemeinschaften, Vergänglichkeit oder andere buddhistische Lehrinhalte.
Zu den geführten Meditationen zählen auch die sogenannten „Erdberührungen“, in denen die Herzensverbindung zu leiblichen und spirituellen Vorfahren und menschlichen Gemeinschaften gekräftigt wird. Auch die vom Yoga inspirierte, von einem Sprecher angeleitete „Tiefenentspannung“ (eine Art mentaler Reise durch den Körper) zählt zu den bei Thích Nhất Hạnh praktizierten geführten Meditationsformen.

### Achtsamkeitsübungen
Thich Nhat Hanh zieht keine Trennlinie zwischen formellen Meditationsformen wie den Sitz- und Gehmeditationen und der Achtsamkeitspraxis im Alltag. Achtsamkeitsübungen dienen der Stabilisierung voller Präsenz im gegenwärtigen Augenblick und trainieren die Fähigkeit, sich wahrnehmungmäßig (oder „geistig“) immer umfassender und wenn möglich „ganz“, vollständig, also ausschließlich auf sein gegenwärtiges Tun auszurichten. „Gathas“ (Verse) und Erinnerungspfeiler (bestimmte Alltagsvorkommnisse wie z. B. das Klingeln des Telefons) dienen als Erinnerungshilfen – Anker oder Stützen – bei der Achtsamkeitspraxis. Sämtliche Alltagsaktivitäten, vor allem regelmäßig wiederholte und als Routinetätigkeiten besonders oft bloß „automatisch“ vollzogene Handlungen wie Essen werden als Gelegenheiten angesehen und genutzt, Achtsamkeit zu üben (Achtsamkeit beim Tun). Um eine gute Voraussetzung für achtsames Tun zu schaffen, halten die Praktizierenden zu bestimmten Tageszeiten das „edle Schweigen“ ein, d. h., sie verzichten auf jeden verbalen Austausch.
Thich Nhat Hanh hat fünf konkrete Achtsamkeitsübungen formuliert, die als ethische Richtlinien, nicht als dogmatische Gebote, zu verstehen seien:
1. Achtung vor dem Leben, Gewaltfreiheit
2. Großzügigkeit: Nicht-Stehlen, Genügsamkeit, Solidarität und Sozialbewusstsein
3. Sexuelle Verantwortung: Respekt und Liebe, Schutz vor Missbrauch, Kultivieren von Verantwortungsgefühl zum Schutz der Integrität von Individuen, Paaren, Familien und Gesellschaft
4. Aufmerksames Zuhören und mitfühlendes Sprechen: Empfohlen werden u. a. Marshall B. Rosenbergs Methoden der „gewaltfreien Kommunikation“
5. Achtsamer Konsum: Achten auf geistige und körperliche Gesundheit, Meiden von „Giften“, Entschlossenheit zur „bewussten Lebensweise“

### Kommunikative und soziale Übungen
Eine Reihe von Übungen wie der „Neubeginn“ oder der „Friedensvertrag“ dienen der Stabilisierung der Harmonie in Lebensgemeinschaften. Hier können Konflikte thematisiert und beigelegt werden. In Gesprächsrunden werden ferner regelmäßig Fragen der Praxis und Lehre behandelt.

## Ausgewählte Werke (alphabetisch)
- Ärger: Befreiung aus dem Teufelskreis destruktiver Emotionen. Goldmann, München 2002, ISBN 3-442-33651-1 (engl.: Anger. Wisdom for Cooling the Flames. Riverhead Books, 2001).
- Aus Angst wird Mut. Grundlagen buddhistischer Psychologie. Theseus Verlag, Berlin 2003, ISBN 3-89620-201-4 (engl.: Transformation at the Base: Fifty Verses on the Nature of Consciousness. Parallax Press, 2001).
- Aus Liebe zu allen Wesen – die bewegende Lebensgeschichte der spirituellen Weggefährtin Thich Nhat Hanhs. (Chân Không), Theseus, Stuttgart 2005, ISBN 3-89620-276-6 von Chân Không.
- Buddha und Christus heute. Eine Wahrheit – zwei Wege. Goldmann-Arkana, München 1995, ISBN 3-442-21523-4 (engl.: Living Buddha, Living Christ. Riverhead Books, 1995).
- Das Boot ist nicht das Ufer, Gespräche über buddhistisch-christliches Bewußtsein. Goldmann 2001, ISBN 3-442-21600-1 (Thich Nhat Hanh/Daniel Berrigan) (engl.: The Raft is Not the Shore: Conversations Toward a Buddhist-Christian Awareness. Orbis Books, 2001).
- Das Glück, einen Baum zu umarmen. Geschichten von der Kunst des achtsamen Lebens. Goldmann, München 1997, ISBN 3-442-13233-9.
- Das Herz des Kosmos. Die Weisheit des Lotos-Sutra. Herder, Freiburg im Breisgau 2005, ISBN 3-451-28468-5 (engl.: Opening the Heart of the Cosmos: Insights from the Lotus-Sutra. Parallax Press, 2003).
- Das Wunder der Achtsamkeit. Einführung in die Meditation. 10. Auflage. Theseus Verlag, Berlin 2001, ISBN 3-89620-173-5 (engl.: The Miracle of Mindfulness. Beacon Press, 1999).
- Der Buddha. Theseus, 2002.
- Der Buddha sagt. Theseus, 2003.
- Der Duft von Palmenblättern. Erinnerungen an schicksalhafte Jahre. Herder, Freiburg im Breisgau 2000, ISBN 3-451-27445-0 (engl.: Fragrant Palm Leaves: Journals, 1962–1966. Riverhead, 1999).
- Die Welt ins Herz schließen. Buddhistische Wege zu Ökologie und Frieden. Aurum in J. Kamphausen, Bielefeld 2009, ISBN 978-3-89901-202-6.
- Ich pflanze ein Lächeln. Der Weg der Achtsamkeit. Goldmann, München 1991, ISBN 3-442-30572-1 (engl.: Peace is every step. Bantam Books, 1991).
- Im Hier und Jetzt Zuhause sein. Verlag Theseus, September 2006, ISBN 3-89620-319-3.
- Kein Werden, kein Vergehen. Buddhistische Weisheit für ein Leben ohne Angst. Otto Wilhelm Barth Verlag 2002, ISBN 3-502-61118-1.
- Klar wie ein stiller Fluß. Kristkeitz, Heidelberg-Leimen 1999, ISBN 3-921508-73-8 (engl.: Present Moment, Wonderful Moment: Mindfulness Verses for Daily Living. Parallax Press, 1990).
- Lächle deinem eigenen Herzen zu. Wege zu einem achtsamen Leben. HERDER spektrum 1998, ISBN 3-451-04370-X.
- Liebe handelt. Wege zu einem gewaltlosen gesellschaftlichen Wandel. Kristkeitz, Heidelberg 1997, ISBN 3-921508-72-X (engl.: Love in Action: Writings on Nonviolent Social Change. Parallax Press, 2005).
- Mit dem Herzen verstehen. Theseus 1989, ISBN 3-89620-139-5 (engl.: The Heart of Understanding: Commentaries on the Prajnaparamita Heart Sutra. Parallax Press, 1988).
- Nenne mich bei meinen wahren Namen. Gesammelte Gedichte, Theseus 1997, ISBN 3-89620-104-2 (engl.: Call Me by My True Names: The Collected Poems of Thich Nhat Hanh. Parallax Press, 1999).
- Nimm das Leben ganz in deine Arme. Die Lehre des Buddha über die Liebe. Theseus, 1997; dtv, München 2006, ISBN 3-423-34281-1 (engl.: Teachings on Love. Parallax Press, 1998).
- Ohne Schlamm kein Lotos. Die Kunst, Leid zu verwandeln. Nymphenburger, München 2015, ISBN 978-3-485-02845-5. (engl.: No Mud, No Lotus: The Art of Transforming Suffering. Parallax Press, 2014)
- Schlüssel zum Zen. 3. Auflage. Herder, Freiburg im Breisgau 2003, ISBN 3-451-05335-7 (engl.: Zen Keys: A Guide to Zen Practice. Three Leaves Press, 1995).
- Schritte der Achtsamkeit. Eine Reise an den Ursprung des Buddhismus. HERDER spektrum 1998, ISBN 3-451-04890-6.
- Umarme deine Wut. Theseus Verlag, 2002, ISBN 3-89620-110-7 (engl.: Transformation and Healing. The Sutra on the Four Establishments of Mindfulness. Parallax Press, 1990).
- Wahren Frieden schaffen. Goldmann, München 2004, ISBN 3-442-33718-6 (engl.: Creating True Peace: Ending Conflict in Yourself, Your Family, Your Community and the World. Rider, 2003).
- Wenn es auch unmöglich scheint. Eine Geschichte wahrer Liebe. Goldmann, München 2012, ISBN 978-3-442-21782-3. (engl.: The Novice. A Story of True Love. HarperOne, 2011)
- Wie Siddhartha zum Buddha wurde. Eine Einführung in den Buddhismus. Theseus, 2001; dtv, München 2004, ISBN 3-423-34073-8 (engl.: Old Path – White Clouds: Walking in the Footsteps of the Buddha. Parallax Press, 1991).
- Zeiten der Achtsamkeit. 8. Auflage. Herder, Freiburg im Breisgau 1996, ISBN 3-451-05179-6.